# Jovan Mirković
Jovan Mirković (ur. 20 stycznia 1999) – serbski zapaśnik walczący w stylu wolnym. Brązowy medalista mistrzostw śródziemnomorskich w 2016 i piąty w 2014 roku.